# Gerygone olivacea
El gerigón gorjiblanco (Gerygone olivacea) es una especie de ave Passeriformes del género Gerygone, que pertenece a la superfamilia Meliphagoidea (familia de los Pardalotidae, perteneciente a la subfamilia Acanthizidae). Es una especie de ave que se distribuye en Australia y Nueva Guinea.

## Subespecies
- Gerygone olivacea cinerascens
- Gerygone olivacea olivacea
- Gerygone olivacea rogersi